# Twilio
Twilio (NYSE: TWLO) er en amerikansk softwarevirksomhed, der er baseret i San Francisco. De tilbyder programmerbare kommunikationsværktøjer til at foretage og modtage telefonopkald, sende og modtage tekstbeskeder og andre webbaserede løsninger.
Twilio blev etableret i 2008 af Jeff Lawson, Evan Cooke og John Wolthuis.